# Petru Kuki
Petru (Péter) Adalbert Kuki (* 22. května 1955 Satu Mare, Rumunsko) je bývalý rumunský sportovní šermíř, který se specializoval na šerm fleretem. Rumunsko reprezentoval v sedmdesátých a osmdesátých letech. Na olympijských hrách startoval v roce 1976, 1980 a 1984. V soutěži jednotlivců obsadil na olympijských hrách 1980 šesté místo. V roce 1981 obsadil druhé místo na mistrovství světa a Evropy v soutěži jednotlivců.